# Сто рублів
Сто рублів (100 рублів) — традиційна банкнота, а також, зрідка, монета, Російської імперії, СРСР, Росії та багатьох держав та утворень на їхній території номіналом 100 рублів; традиційний колір — світло-бежевий. У Радянському Союзі протягом 57 років, з 1934 по 1991 рік, — найбільша банкнота. У царській Росії на банкноті зображувалася імператриця Катерина II, від цього пішла народна назва «катенька».

## Історія
Поява банкнот номіналом сто рублів зумовлена початком випуску паперових грошей у Росії. Це традиційний для російських грошей великий номінал; зазвичай найбільший — до 1898 і в 1934—1991 роках (у 1898 вперше була введена більша банкнота 500 рублів, відновлена також у 1991 і випускається по теперішній час).
Центральний Банк Росії 30 червня 2022 року представив модифіковану купюру номіналом 100 рублів. На купюрі зображено Спаську вежу, Будівлю МДУ, Парк Заряддя.

## Характеристики банкнот
| Зображення      | Зображення    | Розміри (мм) | Основні кольори         | Опис | Опис | Опис                                            | Дата виходу                            |
| Лицьова сторона | Зворотний бік | Розміри (мм) | Основні кольори         | Лицьова сторона | Зворотний бік | Водяний знак                                    | Дата виходу                            |
| --------------- | ------------- | ------------ | ----------------------- | --- | --- | ----------------------------------------------- | -------------------------------------- |
|                 |               | 260×122      | жовто-коричневий        | номінал, пояснювальний напис, портрет Катерини II, підписи касира і керуючого, рік випуску                         | номінал, державний герб | портрет Катерини II                             | 1898                                   |
|                 |               | 260×122      | світло-коричневий       | портрет Катерини II, номінал                                                                                       | номінал цифрами і прописом, пояснювальні написи | портрет Катерини II                             | 1911                                   |
|                 |               | 145×96       | коричневий              | номінал цифрами і прописом, пояснювальні написи                                                                    | герб Росії, номінал цифрами і прописом | числа "100"                                     | 1918                                   |
|                 |               | 98×52        | пісочний                | номінал цифрами і прописом, пояснювальні написи                                                                    | номінал цифрами і прописом, герб РРФСР | числа "100"                                     | 1919                                   |
|                 |               | 86×48        | помаранчевий            | номінал цифрами і прописом, пояснювальні написи, герб РРФСР                                                        | — | числа "100"                                     | 1921                                   |
|                 |               | 86×48        | лимонно-жовтий          | номінал цифрами і прописом, пояснювальні написи, герб РРФСР                                                        | — | числа "100"                                     | 1921                                   |
|                 |               | 144×95       | червоний                | герб РРФСР, номінал цифрами і прописом                                                                             | номінал, текст умов деномінації | шестикутні зірки, що утворюють шестикутники     | 1922                                   |
|                 |               | 142×95       | темно-фіолетовий        | герб РРФСР, номінал цифрами і прописом                                                                             | номінал, текст умов деномінації | Ромби, утворені світлими і темними трикутниками | 1923                                   |
|                 |               | 142×95       | темно-фіолетовий        | герб РРФСР, номінал цифрами і прописом                                                                             | номінал, текст умов деномінації | Ромби, утворені світлими і темними трикутниками | 1923                                   |
|                 |               | 230×115      | бежевий фіолетовий      | напис «Білет Державного банку СРСР», портрет В. І. Леніна анфас, герб СРСР, номінал цифрами і прописом.            | панорама Кремля з софійської набережної: Боровицька вежа, Збройова палата, Водозвідна вежа, Великий Кремлівський палац, Тайницька, Петрівська, 1-а і 2-а Безіменні вежі, Архангельський собор, дзвіниця Івана Великого | В. І. Ленін                                     | 16 грудня 1947 року березень 1957 року |
|                 |               | 140×71       | бежевий                 | напис «Білет Державного банку СРСР», портрет В. І. Леніна в профіль, герб СРСР, номінал цифрами і прописом.        | номінал цифрами і прописом 15 офіційними мовами республік СРСР, Водовзводна вежа. | В. І. Ленін                                     | 1 січня 1961 року                      |
|                 |               | 144×71       | бежевий синій           | напис «Білет Державного банку СРСР», портрет В. І. Леніна в профіль, герб СРСР, номінал цифрами і прописом.        | номінал цифрами і прописом 15 офіційними мовами республік СРСР, Водовзводна вежа. | В. І. Ленін                                     | 23 січня 1991 року                     |
|                 |               | 144×71       | бежевий синій           | напис «Білет Державного банку СРСР», портрет В. І. Леніна в профіль, герб СРСР, номінал цифрами і прописом.        | номінал цифрами і прописом російською мовою, Водовзводна вежа | темні та світлі 5-кінцеві зірки                 | 4 березня 1992 року                    |
|                 |               | 130×57       | синьо-блакитний         | Сенатська вежа Московського Кремля і Російський прапор на куполі будівлі Сенату                                    | Московський кремль; Спаська, Царська, Набатна і Костянтино-Єленінська вежі | 5-кінцеві зірки та хвилясті смуги               | 25 січня 1993 року                     |
|                 |               | 150×65       | коричневий              | Квадрига Аполлона на будівлі Великого театру (Москва)                                                              | Головний фасад Великого театру | "100", Великий театр                            | 1 січня 1998 року                      |
|                 |               | 150×65       | коричневий              | Квадрига Аполлона на будівлі Великого театру (Москва)                                                              | Головний фасад Великого театру | "100", Великий театр                            | 1 січня 2001 року                      |
|                 |               | 150×65       | коричневий              | Квадрига Аполлона на будівлі Великого театру (Москва)                                                              | Головний фасад Великого театру | "100", Великий театр                            | 16 серпня 2004 року                    |
|                 |               | 150×65       | оливковий, помаранчевий | фрагмент Спаської вежі Московського Кремля з курантами, головна будівля МДУ, парк «Заряддя», Останкінська телевежа | Ржевський меморіал Радянському солдату, журавлі, що летять | Спаська вежа, "100"                             | 30 червня 2022 року                    |